# Лосі (зупинний пункт)
Лосі (біл. Ласі) — зупинний пункт Мінського відділення Білоруської залізниці в Молодечненському районі Мінської області. Розташоване за 0,5 км на захід від села Лосі; на лінії Мінськ-Пасажирський — Молодечно, поміж зупинним пунктом Бояри і станцією Уша.